# Nargaroth
Nargaroth es un proyecto solista alemán de black metal atmosférico con influencias románticas oscuras notablemente poéticas, creado como una banda en 1996en Sajonia. El único miembro fundador y actualmente el único es el multiinstrumentista René Wagner "Kanwulf", aunque últimamente ha renunciado a este nombre. Sus allegados lo llaman Ash, apodo que obtuvo a mediados de los 90 debido a su fascinación por el protagonista de la serie Evil Dead. Kanwulf es responsable de la música y las letras, aunque ha contado con ayuda de músicos invitados como Charoon, que compuso la guitarra rítmica para Herbsleyd y Rasluka y tocó en vivo entre 1998 y 2008; Akhenaten de Judas Iscariot, Occulta Mors de Moonblood y L'hiver de Winterblut.
El nombre de Nargaroth surgió al unir el prefijo Narg-, por el fuerte vínculo de la naturaleza de Kanwulf, y la terminación -roth, por una de sus entonces bandas favoritas (Gorgoroth). El seudónimo Kanwulf lo sacó de un libro francés con antiguos nombres escandinavos.

## Historia
En 1993 Kanwulf conoció a R.S. y junto a su allegado Charoon y Ankert en las guitarras formaron una banda llamada Exhuminenz en donde tocaron una mezcla entre death metal y black metal, alcanzaron a grabar tres canciones para diciembre de 1994, sin embargo la banda no tuvo mayores logros y la banda se disolvió tras el reclutamiento al servicio militar de Kanwulf y las crisis mentales y posterior muerte de R.S en 1995.

En 1996 Kanwulf junto a Charoon y Darken quien conoció en 1995 en un campo de entrenamiento militar, formaron Nargaroth y llegaron a formar el disco Herbsleyd. Junto Vratyas Vakyas de Falkenbach se grabó con influencias de Burzum el primer álbum Herbsleyd (Sufrimiento de otoño), publicado en diciembre de 1998 por la casa disquera No Colours Records. Seguido de este en el 2000 vienieron dos publicaciones más: Amarok, el cual no es un álbum nuevo sino que contiene grabaciones más viejas, como la versión Black Spell of Destruction de Burzum y la versión promocional de Herbsleyd. Después, el demo Fuck Off Nowdays Black Metal.

En 2001 es publicado el álbum Black Metal ist Krieg - A Dedication Monument (Black metal es Guerra - Un Monumento Dedicatorio), que es el trabajo más conocido y debería ser considerado como algún tipo de tributo al black metal. Contiene covers de bandas desconocidas así como canciones que tratan de eventos relevantes en la historia del black metal o apreciaciones personales a músicos fallecidos de esta escena.

Un año después es lanzado un nuevo álbum con el título Geliebte des Regens (Los Amates de la Lluvia) y en el 2004 es lanzado el álbum Prosatanica Shotting Angels (Prosatanica Matando Angeles), que había sido pensado como un proyecto aparte de Kanwulf. Sin embargo, el mismo se desasocia de implementar el nombre del mismo a un proyecto aparte, por lo que apareció bajo el nombre de Nargaroth.

En el 2007 es publicado el álbum Semper Fidelis (Siempre fiel) con la ayuda de Occulta Mors y L'hiver.
En el 2010 es publicado el álbum Jahreszeiten, álbum que gira en torno a las cuatro fases del amor humano comparadas con las cuatro estaciones del año.

## Miembros de la banda

### Miembros activos
- Kanwulf (Ash) - Todo

### Antiguos miembros
- Charoon - Guitarrista (1996-2013)
- Darken - Bajo (1996-1999) y guitarras (2004-2007)
- L'hiver - Batería (1998-1999)
- Butcher - Batería (2001)
- Occulta Mors - batería (2001-2002)
- Asbath - Batería (2001-2005)
- Erebor - Batería (2005-2010)

## Discografía
Álbumes de estudio
- Herbstleyd - 1998
- Black Metal ist Krieg - A Dedication Monument - 2001
- Geliebte des Regens - 2003
- Prosatanica Shooting Angels - 2004
- Semper Fidelis - 2007
- Jahreszeiten - 2009
- Spectral Visions of Mental Warfare - 2011
- Era of Threnody - 2017

Demos
- Herbstleyd - 1999
- Orke - 1999
- Fuck Off Nowadays Black Metal - 2000

EP
- Rasluka Part II - 2002
- Rasluka Part I - 2004

Splits
- Black Metal Endsieg II - 2001
- Metalson III - 2006
- Sarvari / Nargaroth - 2007

Recopilatorios
- Amarok - 2000
- Semper Fidelis Box - 2007

En vivo
- Crushing Some Belgian Scum - 2004
- Black Metal Manda Hijos de Puta - 2012[3]